# Toure Butler
Toure Butler (* 4. Juni 1977) ist ein ehemaliger US-amerikanischer Footballspieler.

## Leben
Butler spielte von 1992 bis 1996 American Football an der Cascade High School im US-Bundesstaat Washington, ab 1996 gehörte er der Mannschaft der University of Washington an, während er dort Soziologie studierte. Da Butler aufgrund einer Lernbehinderung als Schüler Förderunterricht erhalten hatte, hatte die NCAA das Zustandekommen seiner zum Hochschulstudium notwendigen Prüfungsergebnisse 1996 nicht anerkannt. Ein Gericht sprach Butler aber zu, das Studium aufnehmen zu können. Er spielte bis 2001 für die Hochschulmannschaft der University of Washington, wobei er der Saison 1999 wegen Kniebeschwerden nicht zum Einsatz kam. 2001 gewann er mit der Mannschaft den Rose Bowl. Anschließend war er kurzzeitig Mitglied des Trainerstabs der University of Washington.
Der 1,76 Meter große Passverteidiger wurde im Mai 2002 von den British Columbia Lions aus der kanadischen Liga CFL verpflichtet, nachdem er zuvor bereits bei den Cologne Crocodiles in Deutschland unterschrieben hatte, nach dem Eintreffen des Angebots aus Kanada aber von den Kölnern die Freigabe erhielt. Ende Mai 2003 wechselte Butler zu den Hamburg Blue Devils. Mit der Mannschaft gewann er 2003 den deutschen Meistertitel, 2005 erreichte er mit Hamburg erneut das Endspiel, verlor diesmal aber mit den Hanseaten gegen Braunschweig.
Nach drei Spieljahren in Hamburg trug Butler 2006 in seinem Heimatland die Farben der Everett Hawks in der Hallenfootballliga af2. Zur Saison 2007 ging er wieder nach Deutschland, zu den Plattling Black Hawks in die zweite Liga, nachdem zuvor der Wechsel zu den Braunschweig Lions geplatzt war. Er spielte auch 2008 für Plattling und gewann mit der Mannschaft den Meistertitel in der Südstaffel der zweiten Liga. Zur Saison 2009 kehrte Butler zu den Hamburg Blue Devils zurück und übernahm bei den Hanseaten, die sich mittlerweile in die Regionalliga zurückgezogen hatten, zudem Aufgaben im Trainerstab. 2010 widmete sich Butler ganz der Trainerarbeit, gehörte gleichzeitig zum Stab der Blue Devils und der Elmshorn Fighting Pirates (Oberliga). Auch 2011 war er in einer Doppelrolle für die Hamburger sowie die Elmshorner tätig. Im Oktober 2011 ging er in sein Heimatland zurück. Dort arbeitete Butler zunächst im Bereich Flughafenlogistik, später bei einer Großhandelskette, im Abfallwesen und beim Flugzeugbauer Boeing. Zusätzlich war er auf Schulebene im Bundesstaat Washington als Footballtrainer tätig.